# Fernando García del Molino
Fernando García del Molino (Santiago, Chile, 13 de marzo de 1813-Buenos Aires, Argentina, 1899), fue un pintor, dibujante y litógrafo nacido en Chile y naturalizado argentino.

## Vida
Fernando García del Molino nació en Chile del matrimonio del comerciante español Agustín García del Molino y Carmen de la Torre. Siendo un niño, su familia se trasladó a Buenos Aires en 1822. Muy pronto mostró su inclinación por el arte, recibiendo las primeras enseñanzas en la Academia de Dibujo de la Universidad de Buenos Aires. Tuvo como condiscípulo a Carlos Morel, del que fue socio y con el que realizó sus primeros trabajos en miniaturas. Se dedicó a la docencia, siendo Franklin Rawson uno de sus discípulos. A la edad de 25 años ya era un artista conocido.
En los años del gobierno de Juan Manuel de Rosas realizó lo más importante de su producción y fue el pintor característico de la época. Hizo retratos de Manuelita Rosas, Encarnación Ezcurra, de Rosas y del círculo que lo rodeaba. Sus visitas a la casa de Rosas, en los parques de Palermo, fueron habituales, convirtiéndose en una especie de pintor oficial. Retrató a personajes destacados de la historia argentina, como Facundo Quiroga y José Félix Aldao, entre muchos otros. A la caída de Rosas, su trabajo disminuyó en forma ostensible. Trabajó en su casa y realizó un viaje a Inglaterra, invitado por Manuelita Rosas y su esposo, Máximo Terrero, hijo de Juan Nepomuceno Terrero, radicados en Londres. En este viaje, pintó un retrato de perfil de Rosas anciano, probablemente, en Southampton.

## Obra
La mayoría de sus retratos son composiciones convencionales con fondos neutros o una escasa ambientación. Los retratos, tomados del natural o de fotografías y daguerrotipos, se caracterizan por su realismo, los contrastes de color, y la intención de mostrar el carácter del personaje.

## Algunos retratos

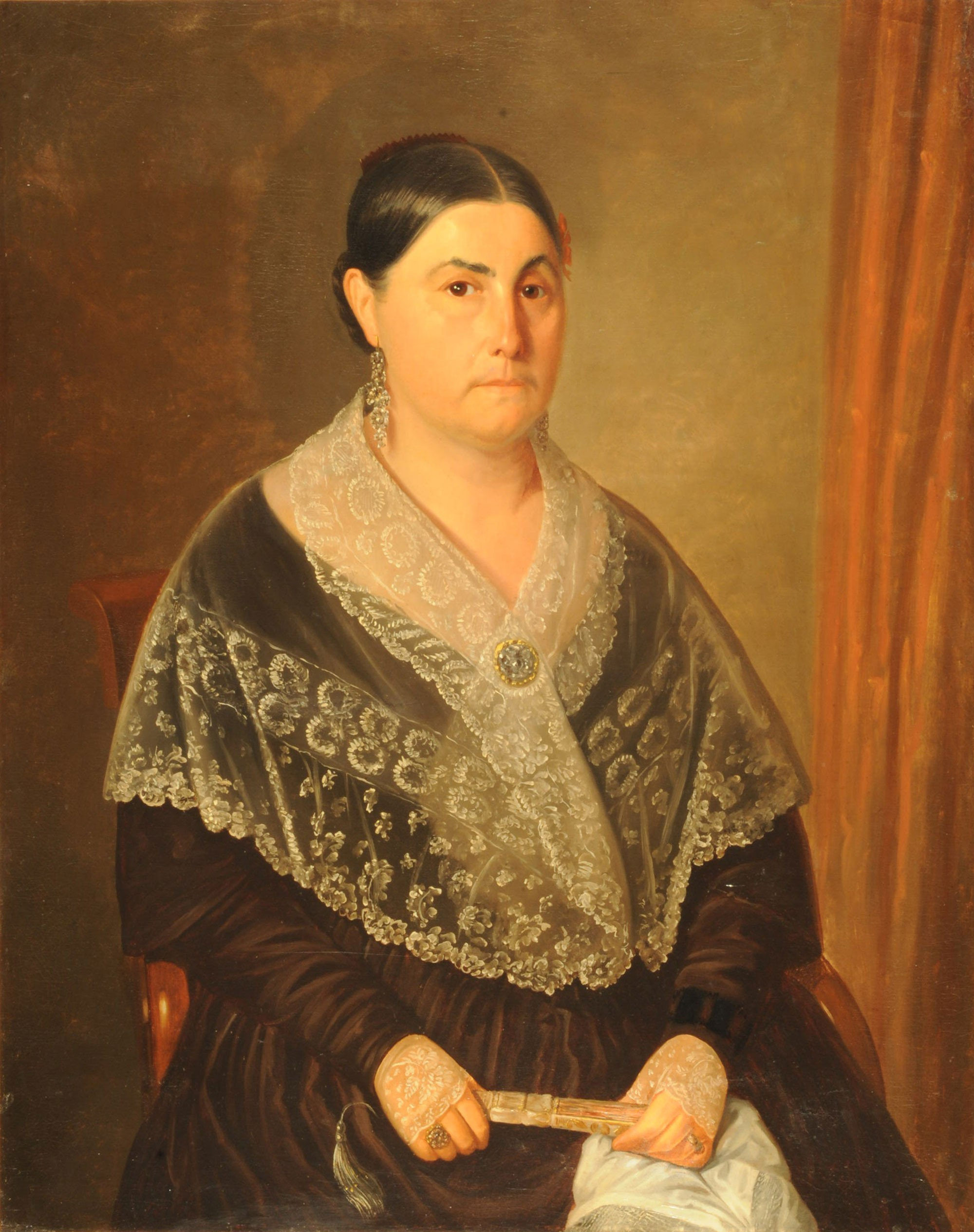
Retrato de señora
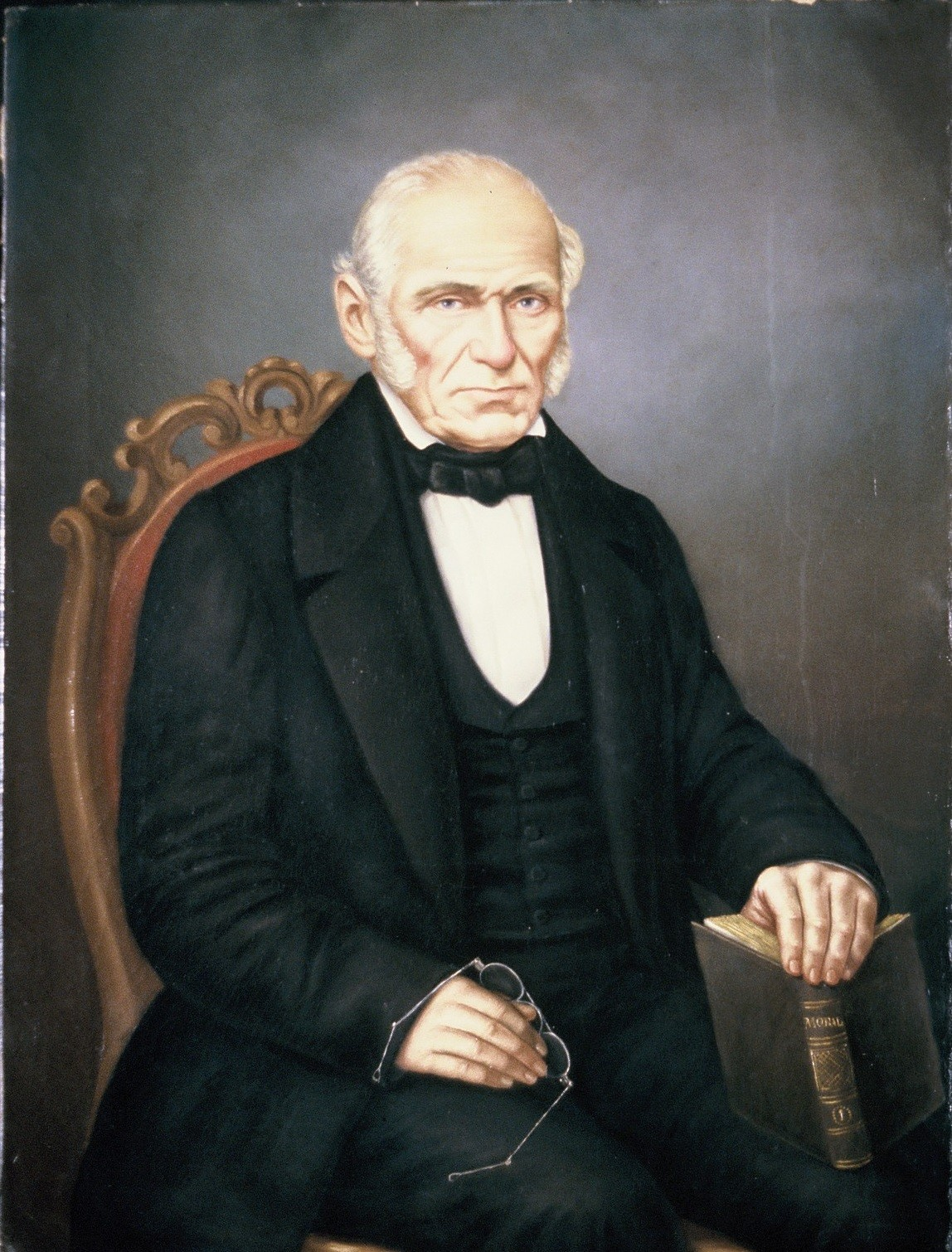
Retrato de Manuel D. Rodríguez
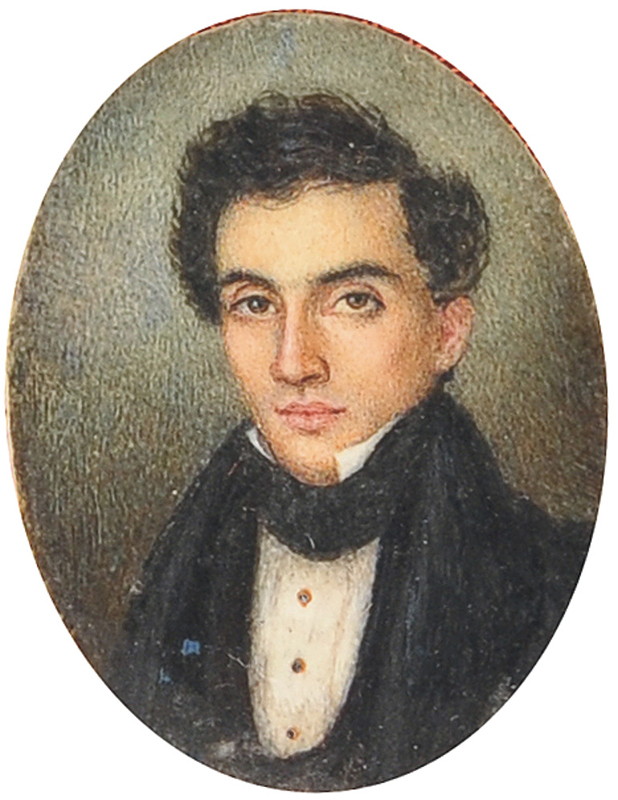
Retrato de Ramón Maza